# Vaea Fifita
Vaea Tangitau Lapota Fifita (Vava'u, 17 de junio de 1992) es un jugador neozelandés de rugby nacido en Tonga, que se desempeña como octavo y juega en los Union Sportive Montauban del Top 14. Fue internacional con los All Blacks de 2017 a 2019, en 2022 debutó con la selección de Tonga.

## Carrera
A pesar de que inicialmente no fue nombrado en el plantel de los Hurricanes para el inicio del Super Rugby 2015, se contrató a Fifita para que brindara cobertura por los lesionados y debutó en una victoria 29–5 sobre los Blues. Jugó dos partidos durante el 2015 y tras su buena forma en su equipo provincial, Wellington Lions, firmó un contrato de renovación por tres años con los Hurricanes a partir de la temporada 2016.

## Selección nacional
Steve Hansen lo convocó a los All Blacks para disputar los test matches de mitad de año 2017 y debutó contra la Manu Samoa.
Jugó 9 partidos e hizo dos ensayos (10 puntos).
El 5 de noviembre de 2022, al haber nacido en Tonga y llevar más de 3 años sin jugar con los All Blacks, Vaea debutó con la selección de Tonga contra España en Málaga.

## Palmarés
- Campeón de The Rugby Championship de 2017.
- Campeón del Super Rugby de 2016.